# Иовское водохранилище
Ио́вское водохрани́лище — водохранилище на реке Иова (Ковда) на территории Карелии (бо́льшая часть) и Мурманской области. Состоит из нескольких озёрных (Сушозеро, Ругозеро, Соколозеро, Тумчаозеро) и речных участков. Образовано в 1960—1961. Уровень водохранилища колеблется в пределах 2 метров. Осуществляет сезонное регулирование стока. Площадь поверхности — 294 км².

## Хозяйственное значение
- Энергетика
- Водоснабжение
- Лесосплав
- Рыболовство (ряпушка, хариус, щука, сиг, кумжа, корюшка, окунь, язь, налим, лещ, плотва, красноперка)

## Топографические карты
- Лист карты Q-36-VII,VIII Зареченск. Масштаб: 1 : 200 000. Указать дату выпуска/состояния местности.
- Лист карты Q-36-XIII,XIV Зашеек. Масштаб: 1 : 200 000. Указать дату выпуска/состояния местности.